# تاج سه‌گانه بازیگری
تاج سه‌گانه بازیگری (انگلیسی: Triple Crown of Acting) اصطلاحی است که برای اشاره به افرادی که سه جایزه اسکار، امی و تونی را در زمینه بازیگری دریافت کرده‌اند، استفاده می‌شود.

## فهرست برندگان
| بازیگر           | تکمیل در | سال تکمیل | اسکار | امی  | تونی | مجموع برد | منا.   |
| ---------------- | -------- | --------- | ----- | ---- | ---- | --------- | ------ |
| هلن هیز          | ۱۹۵۳     | ۲۱        | ۱۹۳۲  | ۱۹۵۳ | ۱۹۴۷ | ۵         |        |
| توماس میچل       | ۱۹۵۳     | ۱۳        | ۱۹۳۹  | ۱۹۵۳ | ۱۹۵۳ | ۳         | [ ۱ ]  |
| اینگرید برگمن    | ۱۹۶۰     | ۱۵        | ۱۹۴۴  | ۱۹۶۰ | ۱۹۴۷ | ۶         |        |
| شرلی بوت         | ۱۹۶۲     | ۱۳        | ۱۹۵۲  | ۱۹۶۲ | ۱۹۴۹ | ۶         |        |
| ملوین داگلاس     | ۱۹۶۸     | ۸         | ۱۹۶۳  | ۱۹۶۸ | ۱۹۶۰ | ۴         |        |
| پل اسکوفیلد      | ۱۹۶۹     | ۷         | ۱۹۶۶  | ۱۹۶۹ | ۱۹۶۲ | ۳         |        |
| جک آلبرتسون      | ۱۹۷۵     | ۱۰        | ۱۹۶۸  | ۱۹۷۵ | ۱۹۶۵ | ۴         |        |
| ریتا مورنو       | ۱۹۷۷     | ۱۵        | ۱۹۶۱  | ۱۹۷۷ | ۱۹۷۵ | ۴         |        |
| مورین استیپلتون  | ۱۹۸۱     | ۳۱        | ۱۹۸۱  | ۱۹۶۸ | ۱۹۵۱ | ۴         |        |
| جیسون روباردز    | ۱۹۸۸     | ۲۹        | ۱۹۷۶  | ۱۹۸۸ | ۱۹۵۹ | ۴         |        |
| جسیکا تندی       | ۱۹۸۹     | ۴۲        | ۱۹۸۹  | ۱۹۸۸ | ۱۹۴۸ | ۵         | [ ۲ ]  |
| جرمی آیرونز      | ۱۹۹۷     | ۱۳        | ۱۹۹۰  | ۱۹۹۷ | ۱۹۸۴ | ۴         | [ ۳ ]  |
| آن بنکرافت       | ۱۹۹۹     | ۴۱        | ۱۹۶۲  | ۱۹۹۹ | ۱۹۵۸ | ۴         | [ ۴ ]  |
| ونسا ردگریو      | ۲۰۰۳     | ۲۵        | ۱۹۷۷  | ۱۹۸۱ | ۲۰۰۳ | ۴         | [ ۵ ]  |
| مگی اسمیت        | ۲۰۰۳     | ۳۳        | ۱۹۶۹  | ۲۰۰۳ | ۱۹۹۰ | ۷         | [ ۶ ]  |
| آل پاچینو        | ۲۰۰۴     | ۳۵        | ۱۹۹۲  | ۲۰۰۴ | ۱۹۶۹ | ۵         | [ ۷ ]  |
| جفری راش         | ۲۰۰۹     | ۱۲        | ۱۹۹۶  | ۲۰۰۵ | ۲۰۰۹ | ۳         | [ ۸ ]  |
| الن برستین       | ۲۰۰۹     | ۳۴        | ۱۹۷۴  | ۲۰۰۹ | ۱۹۷۵ | ۴         | [ ۹ ]  |
| کریستوفر پلامر   | ۲۰۱۱     | ۳۸        | ۲۰۱۱  | ۱۹۷۷ | ۱۹۷۴ | ۵         | [ ۱۰ ] |
| هلن میرن         | ۲۰۱۵     | ۱۹        | ۲۰۰۶  | ۱۹۹۶ | ۲۰۱۵ | ۶         | [ ۱۱ ] |
| فرانسیس مک‌دورمند | ۲۰۱۵     | ۱۸        | ۱۹۹۶  | ۲۰۱۵ | ۲۰۱۱ | ۵         | [ ۱۲ ] |
| جسیکا لنگ        | ۲۰۱۶     | ۳۳        | ۱۹۸۲  | ۲۰۰۹ | ۲۰۱۶ | ۶         | [ ۱۳ ] |
| وایولا دیویس     | ۲۰۱۶     | ۱۶        | ۲۰۱۶  | ۲۰۱۵ | ۲۰۰۱ | ۴         | [ ۱۴ ] |
| گلندا جکسون      | ۲۰۱۸     | ۴۷        | ۱۹۷۰  | ۱۹۷۲ | ۲۰۱۸ | ۶         | [ ۱۵ ] |